# Adrian Shephard
Adrian Shephard er en fiktiv 22-årig korporal der er hovedperson i computerspillet Half-Life: Opposing Force, den første udvidelsespakke til Half-Life.

## Historie
Shephard er medlem af den fiktive marinekorpsafdeling Hazardous Environment Combat Unit (HECU). Han er iblandt de soldater der bliver sendt til Black Mesa Research Facility for at dræbe de angribene rumvæsner og evt. vidner efter det fejlslagne eksperiment der fandt sted i starten af Half-Life. Hans fly bliver dog skudt ned før han når at modtage disse ordrer, så i modsætning til de andre soldater fra HECU, arbejder han løbene sammen med de stadigt mere mistroiske videnskabsmænd og sikkerhedsvagter.
Shephard bliver allerede under spillets træningsmission overvåget af den mystiske G-Man, og støder på ham gentagene gang i Black Mesa. I modsætning til hans rolle i Half-Life, nøjes G-Man ikke med at observere Shephard, men både hjælper og modarbejder ham aktivt i nogle sekvenser. I spillets slutning indrømmer G-Man at han gjorde dette, fordi Shephards evne til at overleve "minder [ham] om [sig] selv".
Shephard støder desuden ikke direkte på Gordon Freeman, hovedpersonen i Half-Life, på noget tidspunkt i spillet og kommer aldrig til at kæmpe aktivt imod ham eller med ham. Det eneste glimt som Shephard får af Freeman (udover et billede med "månedens medarbejder" som overskrift) er hans spring ind i portalen til Xen. Hvis Shephard følger efter Freeman ind i denne portal giver det en game over, hvor spilleren bliver beskyldt for forsøg på at skabe et tidsparadoks.
I slutningen af Opposing Force vågner Shephard, efter en klimatisk kamp, om bord på en Osprey ansigt til ansigt med G-Man der fortæller ham, at han er for farlig at have gående frit rundt efter hvad han har set, og at han derfor vil blive placeret et sted, hvor han ikke kan blive skadet eller komme til at gøre nogen skade.

## Fremtid
Shephard optræder ikke i Half-Life 2, Half-Life 2: Episode One eller Half-Life 2: Episode Two, men Gabe Newell har dog antydet at Valve overvejer at lade ham vende tilbage. [kilde mangler]